# Соло (музика)
Соло (енг. solo) je латинска реч која значи сам, једини. 
Реч соло може да се односи на више ствари:
1. Генерално, соло значи радити нешто сам, без икога (соло тачка, соло-каријера...).
2. У музици соло је инструментални или вокални део неке композиције, или цела композиција, коју изводи вокални или инструментални солиста, па кажемо да је извођач неког сола солиста на кларинету или неком другом инструменту.
Соло који изводи, интерпретира вокални или инструментални солиста може бити без пратње (солистичка каденца, соло комад), а може бити и праћен клавиром, гитаром, оркестром (концерт за неки инструмент) или хором, или и хором и оркестром (опера, ораторијум, кантата).